# Инструкция по выживанию
«Инструкция по выживанию» — советская и российская рок-группа. Основана в Тюмени в 1985 году.

## История группы

### 1980-е годы
Первые упоминания о группе «Инструкция по выживанию» относятся к 1985 году, когда комсомольские функционеры предложили выпускнику филологического факультета Тюменского государственного университета Мирославу Немирову создать клуб любителей музыки. У него же была идея организовать в Тюмени рок-клуб по примеру ленинградского. Немирову выделили небольшую сумму, помещение в университетском общежитии и нехитрую аппаратуру. Играть он ни на чём не умел, но при этом писал стихи и был весьма энергичным человеком. В это время Немиров проходил практику в средней школе, где преподавал литературу. В одном из классов этой школы учился Аркадий Кузнецов, которого очень заинтересовала неординарная личность преподавателя. Кроме того, до него уже доходили слухи о таинственном рок-клубе.
Немиров предложил Кузнецову объединиться с Игорем Жевтуном и создать группу. Своё название она получила в честь стихотворения Немирова, которое впоследствии стало песней. Первое серьёзное выступление, по словам Кузнецова, состоялось уже в 1985 году на территории медицинского училища и носило название «Первый акустический тюменский рок-фестиваль».
Будучи идеологом и основателем «Инструкции по выживанию», Немиров активно нёс в массы идеи анархии и коллективного творчества, которые умело пропагандировал на собственном же примере: сочинив какую-нибудь запоминающуюся фразу и пару четверостиший к ней, он отдавал недоделанный стих на доработку своим соратникам. Среди множества творческих изысканий Немирова особо выделялась идея песен-однодневок на актуальные темы, которые, по его словам, надо было быстро сочинять, быстро играть и быстро забывать. Ещё одной его находкой была теория о применении в рок-композициях «разорванного темпоритма», который мог бы в силу своей неоднородности встряхивать и будоражить сознание слушателей.
В марте 1986 года коллектив (в следующем составе: Мирослав Немиров — вокал; Аркадий Кузнецов — гитара; Игорь Жевтун — гитара; Юрий Шаповалов — перкуссия) записал в стихийно возникшей студии университета дебютный одноимённый акустический альбом.
Первый электрический концерт «Инструкции по выживанию» первоначально был задуман в качестве спектакля, обличавшего буржуазную массовую культуру, со сценарием за авторством Немирова. Он состоялся 12 апреля того же года. Эта дата считается официальным днём рождения группы. На тот момент её состав был следующим: Игорь «Джефф» Жевтун — вокал, гитара; Аркадий Кузнецов — вокал, гитара; Герман Безруков — гитара; Дмитрий Шевчук — бас-гитара; Евгений «Джек» Кузнецов — ударные. Сразу же после концерта начались неприятности. Сначала прошло заседание комитета комсомола, на котором ребят обвинили во всех смертных грехах, затем за дело взялся КГБ: Немирова уволили с работы и отправили в город Надым (Ямало-Ненецкий автономный округ); Жевтуна, Шаповалова и некоторых других призвали в армию; Аркадия Кузнецова вынудили отказаться от намерения поступить в университет, и он уехал в Ленинград. Также была изъята мартовская запись, и впоследствии она затерялась в архивах КГБ.
Но идея не умерла. Новую жизнь в неё вдохнул Роман Неумоев, в то время — член рок-клуба, исполнивший в спектакле роль акулы капитализма и шоу-бизнеса, а к его музыкальной части отношения не имевший. Несмотря на проблемы с рукой, он научился играть на гитаре и стал писать песни, причём подходил к этому делу очень скрупулёзно. Неумоев сумел заново собрать группу, к тому моменту фактически распавшуюся в результате всех вышеописанных событий. В состав возрождённой «Инструкции по выживанию» вошли, помимо него, Герман Безруков и Евгений Кузнецов, а также Кирилл Рыбьяков и Юрий Крылов со своим проектом «КРЮК». Оба коллектива объединились в некий труднорасчленимый конгломерат. В таком составе уже осенью 1986 года группа отправилась на фестиваль в Свердловске. В конце того же года коллектив записал в Тюменском индустриальном университете свой первый электрический альбом «Ночной бит» (в записи приняли участие: Роман Неумоев — вокал; Юрий «Крыладзе» Крылов — вокал, клавишные; Кирилл Рыбьяков — вокал, гитара; Андрей Шегунов — гитара; Александр Ковязин — бас-гитара, звук, помещение, организация записи; Владимир «Джагер» Медведев — флейта; Евгений Кузнецов — ударные).
В январе 1987 года в «Инструкцию по выживанию» вернулся Аркадий Кузнецов, а некоторое время спустя её покинули Рыбьяков и Крылов. В апреле того же года группа скандально выступила в творческой лаборатории Свердловского рок-клуба. Летом 1987 года на фестивале в Симферополе Неумоев и участники «Инструкции по выживанию» впервые познакомились с Егором Летовым и Янкой Дягилевой. Между ними завязались дружеские отношения, и с тех пор тюменский коллектив стал активно сотрудничать как с Летовым, так и с Дягилевой. Одним из первых результатов их сотрудничества стал совместный проект «Инструкция по обороне», записанный в общежитии Тюменского моторного завода в сентябре того же года. В рамках этого проекта свои песни исполнили Неумоев (вокал, гитара), Летов (вокал, гитара), Артур Струков (вокал, гитара), Рыбьяков (вокал, гитара) и Шаповалов (вокал, перкуссия) при участии Ковязина (бас-гитара) и Медведева (флейта). Две песни Дягилевой были записаны Летовым на «ГрОб-рекордс» и включены в альбом «Карма Ильича» позднее в знак солидарности с данным проектом.
К тому моменту внутри группы назрел конфликт, инициированный Аркадием Кузнецовым при поддержке Немирова. Он был возмущён тем, что Неумоев якобы присвоил себе название «Инструкция по выживанию», самовольно исполнял песни, сочинённые Рыбьяковым, Жевтуном и самим Аркадием Кузнецовым, и необоснованно претендовал на лидерство в коллективе, фактически созданном Немировым. В результате этого конфликта Неумоеву пришлось собрать совершенно новый состав «Инструкции по выживанию»: Валерий «Варела» Усольцев — гитара, Дмитрий «Димон» Колоколов — бас-гитара и Евгений «Джексон» Кокорин — ударные. В последний момент Аркадий Кузнецов понял, что группа полностью укомплектована музыкантами и может продолжить свой творческий путь, но уже без него. Однако ему удалось найти своё место и в этом составе в качестве второго гитариста.
В марте 1988 года «Инструкцию по выживанию» пригласили в столицу на фестиваль «Сибирский рок в Москве». После концерта корреспондент журнала «Контр Культ Ур’а» Алексей Коблов предложил коллективу записаться в Зеленограде в одном из местных ДК. Так появился на свет альбом «Конфронтация в Москве», впоследствии включённый в книгу Александра Кушнира «100 магнитоальбомов советского рока». В апреле того же года группа выступила на II новосибирском рок-фестивале, а в июне — на I тюменском фестивале альтернативной и леворадикальной музыки. Тогда же из армии вернулся Жевтун, но на фестивале в Тюмени он присоединился к «Гражданской обороне». Кроме того, в июне 1988 года на «студии» тюменского завода «Строймаш» Дягилева (вокал, гитара) вместе с Жевтуном (гитара), Летовым (бас-гитара, ударные, вокал) и Кокориным (ударные) записала свой первый электрический альбом «Деклассированным элементам», а в августе того же года её группа «Великие Октябри» дала концерт в Кургане в следующем составе: Янка Дягилева — вокал, гитара; Игорь Жевтун — гитара; Аркадий Кузнецов — бас-гитара; Евгений Кузнецов — ударные. Помимо «Великих Октябрей», музыканты «Инструкции по выживанию» (а именно — Аркадий Кузнецов и Евгений Кузнецов) также активно участвовали в студийной и концертной деятельности проекта Струкова «Культурная революция».
В июне 1989 года «Инструкция по выживанию», наряду с Вадимом Кузьминым и группами «Путти», «Гражданская оборона», «Армия Власова» и «Великие Октябри», приняла участие в прошедшем в Новосибирске концерте памяти Дмитрия Селиванова. В тот день в составе коллектива на сцену вышли: Роман Неумоев — вокал, Евгений Кокорин — гитара, Игорь Жевтун — гитара, Аркадий Кузнецов — бас-гитара, Евгений Кузнецов — ударные. В октябре того же года группа выступила в Барнауле на фестивале «Рок-периферия», а в конце года, отыграв напоследок концерт в Москве (функцию гитариста тогда взял на себя Сергей Зеленский), во второй раз прекратила своё существование — как тогда думали, насовсем, но оказалось, что меньше чем на два года. Неумоев начал заниматься спекуляцией, к чему в то время обращались многие.

### 1990-е годы
Весной 1990 года «Гражданская оборона» записала альбом «Инструкция по выживанию», полностью состоявший из песен тюменского коллектива, сочинённых в период 1986—1988 годов. В записи альбома активное участие принял Жевтун, стоявший у истоков самого первого состава «Инструкции по выживанию». Кроме того, песни «Красный смех» и «Непрерывный суицид» вошли также в альбом «Прыг-скок» проекта «Егор и опизденевшие». По словам Летова, Неумоев отказался от всех сочинённых им песен и разрешил делать со своим материалом всё, что угодно. Однако сам Неумоев утверждал, что давал разрешение на запись лишь одной песни — «Непрерывный суицид». Тем не менее, он не только не имел никаких претензий к Летову на этот счёт, но и высоко оценил получившийся результат. Вплоть до начала 2000-х годов Летов регулярно исполнял на концертах (как «Гражданской обороны», так и сольных) песни «Непрерывный суицид» и «Родина — Смерть». Также в августе 1990 года на сольном концерте в Киеве он единожды спел со сцены песни «Красный смех» и «Всё пройдёт».
В 1991 году Неумоев, после не очень удачного коммерческого опыта по реализации сырья и компьютеров, быстро понял, что не все могут заниматься бизнесом, и вновь собрал группу. Вместе с ним проект во второй раз возродили Евгений Кокорин (гитара), Аркадий Кузнецов (бас-гитара) и Евгений Кузнецов (ударные). В апреле того же года «Инструкция по выживанию» выступила на фестивале «Индюки» в Москве. Там Неумоев впервые публично спел песню «Убить жида», ставшую впоследствии скандально известной. Во время её исполнения демократически настроенная часть публики демонстративно покинула зал. Возобновление деятельности группы также ознаменовалось работой над двумя новыми альбомами — «Память» и «Внимание», записанными в домашних условиях в однокомнатной квартире Неумоева. Альбом «Память» Неумоев посвятил Янке Дягилевой, трагически погибшей в мае 1991 года.
В 1992 году материал альбомов «Память» и «Внимание» был перезаписан на аппаратной базе тюменского концертно-танцевального зала. Произошло это при активном содействии Ковязина, к тому моменту отошедшего от участия в рок-группах и ставшего очень близким к кругам местного шоу-бизнеса функционером. Так появились альбомы «Смертное» и «Армия белого света». При этом Ковязин не только договорился насчёт условий записи, но и исполнил на альбомах партии ритм-гитары. Параллельно с этим Кокорин некоторое время был участником группы «Кооператив Ништяк».
Летом 1993 года «Инструкция по выживанию» дала концерт в Тюмени в обновлённом составе: Роман Неумоев — вокал; Евгений Кокорин — гитара; Игорь Гуляев — гитара; Аркадий Кузнецов — бас-гитара; Александр Андрюшкин — ударные. В декабре того же года в Москве Неумоев вместе с Летовым, Эдуардом Лимоновым, Александром Дугиным, Александром Прохановым и другими принял участие в акции «Руководство к действию». Вслед за пресс-конференцией должен был состояться концерт с участием Олега «Манагера» Судакова и групп «Гражданская оборона» и «Инструкция по выживанию», однако он был сорван из-за начавшихся массовых беспорядков, которые завершились лишь с прибытием ОМОНа и усиленных нарядов милиции. Через несколько дней Неумоев и Летов объявили об организации движения «Русский прорыв». Тогда же в столице на студии «МизАнтроп» (филиале музыкального лейбла Андрея Тропилло «АнТроп») был записан альбом «Религия сердца».
В феврале 1994 года в Тюмени состоялся первый концерт в рамках движения «Русский прорыв». В нём участвовали «Инструкция по выживанию», «Гражданская оборона» и новообразованная группа Судакова «Родина». Эти три коллектива и стали ядром движения, причём их состав перекрывался процентов на 80: в «Гражданской обороне» басистом был Аркадий Кузнецов, барабанщиком — Андрюшкин, а «Родина» вообще включала в себя практически тот же состав инструменталистов, что и тюменская команда, только вместо Гуляева её вторым гитаристом был Жевтун. В марте того же года «Инструкция по выживанию» выступила в Москве, а уже в апреле «Русский прорыв» отправился на Украину. Там концерты прошли в Киеве и Луганске. Затем последовали Ростов-на-Дону и столица. После концерта в Москве Неумоев из-за разногласий с организаторами отказался от дальнейшего участия в движении, и в Санкт-Петербурге группа выступила уже без него.
Осенью 1994 года «Инструкция по выживанию» готовила новую программу для сольных гастролей, но по ряду причин они так и не состоялись. Кокорин и Андрюшкин отправились в тур в составе «Гражданской обороны» и «Родины». В ходе гастролей стихийно возникла идея включить в программу московского концерта выступление «Инструкции по выживанию» в следующем составе: Игорь Жевтун — вокал, бас-гитара; Евгений Кокорин — гитара, вокал; Игорь Гуляев — гитара; Александр Андрюшкин — ударные. В этом же составе группа дала концерт в Новосибирске. Кроме того, в ноябре того же года «Инструкция по выживанию» (а точнее — Евгений Кокорин, Игорь Гуляев, Аркадий Кузнецов и Евгений Кузнецов) приняла участие в столичном фестивале «Сибирский драйв». Неумоев не смог присоединиться к коллективу из-за больного горла.
Зимой-весной 1995 года музыканты «Инструкции по выживанию» (Евгений Кокорин, Игорь Гуляев, Аркадий Кузнецов, Евгений Кузнецов) в Тюмени поучаствовали в записи трёх альбомов: «Ледяные каблуки» (проект «Чёрный Лукич»), «Быть живым» (проект «Родина») и «Подарок для самого слабого» (проект «Чернозём»). Записаны они были в арендованной деревянной избе, ставшей на время импровизированной студией. 12 апреля того же года в Тюмени был проведён фестиваль, приуроченный ко дню рождения «Инструкции по выживанию». Сама группа на нём не выступила. Её музыканты участвовали в данном мероприятии в составе коллективов «Чернозём», «Родина» и «Весёлый Роджер». Неумоев в это время странствовал по монастырям.
Летом 1996 года Неумоев выступал на концертах, проводимых КПРФ в поддержку Геннадия Зюганова на президентских выборах. С тех пор он не ходит на выборы и вообще старается держаться подальше от политики. Тем временем, Аркадий Кузнецов и Евгений Кокорин помогли Дмитрию Колоколову с записью альбома его проекта «Нечерноземье» (данный альбом известен под названиями «Криминальный альбом», «Романтика» и «Нечернозёмная полоса»).
Летом-осенью 1997 года участники «Инструкции по выживанию» (Евгений Кокорин, Игорь Гуляев, Аркадий Кузнецов) в Тюмени внесли свой вклад в создание альбома «Флаг» проекта Жевтуна «Последний патрон», а также последнего альбома Колоколова «Мечтамерлана» (вместо Гуляева в записи участвовал Евгений Кузнецов). Параллельно с этим Кокорин снова выступал в составе «Гражданской обороны». Неумоев в течение этого года дал несколько сольных концертов.
1998 год начался с концертов в Москве и Могилёве. Состав группы к тому моменту практически не изменился со времён «Русского прорыва», за исключением Андрюшкина, которого сменил Евгений Кузнецов (плюс к ней периодически присоединялся Жевтун). Затем в мае-июне в Тюмени по инициативе скрипача Николая Сосновкина и при его активном участии был записан полуакустический альбом «Звёздное небо». Запись альбома состоялась дома у Сосновкина без каких бы то ни было дублей или наложений (партии соло-гитары были исполнены Кокориным). Далее в октябре последовали концерты в столице и Санкт-Петербурге. Петербургские концерты были организованы Сергеем Фирсовым. В осеннем туре Гуляев участия не принял, зато в составе коллектива выступил Сосновкин, а также саксофонистка Марина Харкина и клавишник Максим Шарков (оба — только на концертах в Москве).
Последним альбомом «Инструкции по выживанию», над которым работал старый состав группы (с привлечением сторонних музыкантов), стал «За чистое небо над головой», записанный в домашних условиях в период с лета 1998 года по весну 2000 года. Для Игоря Гуляева этот альбом стал во всех смыслах последним: он умер летом 2000 года от сердечной недостаточности вскоре после возвращения из Чечни, где проходил военную службу по контракту.
В 1999 году Неумоев записал в Москве дома у Павла «Клеща» Клищенко сольный альбом «Щёточки», на котором им были исполнены песни Константина Беляева и Виталия Крестовского, а в июле того же года коллектив выступил с небольшим концертом в Тюмени под названием «Инструкция?» в следующем составе: Аркадий Кузнецов — вокал, бас-гитара; Игорь Жевтун — вокал, гитара; Евгений Кокорин — гитара; Тимур — гитара; Евгений Кузнецов — ударные. В конце 1999-го — начале 2000 года группа (а точнее, Евгений Кокорин, Игорь Гуляев, Аркадий Кузнецов, Максим Шарков и Евгений Кузнецов) записала без Неумоева в Москве на студии «МизАнтроп» альбом проекта «Чернозём» «Прекрасное далёко».

### 2000-е годы
К началу XXI века в составе «Инструкции по выживанию» из числа тех, кто принимал участие в деятельности коллектива в 1980-х — 1990-х годах, остался лишь сам Неумоев, в 2001 году окончательно перебравшийся из Тюмени в город Печоры (Псковская область), главной достопримечательностью которого является Псково-Печерский монастырь.
В течение лета 2002 года Неумоев записывает два альбома: «Печерский венок» и «Rex». Первый альбом (на стихи поэтессы Анны Макаровой) был создан на аппаратурной базе печорского отдела культуры при активном содействии опытного аранжировщика и звукорежиссёра Василия Фетисова, второй — в Пскове с участием московских музыкантов Антона Артамонова и Николая Омельченко, а также местной группы «Fraulein Fick-Fick» (в лице бас-гитариста Н. Козлова и барабанщика А. Кузьмина), предоставившей для записи альбома собственную студию. По словам Неумоева, музыкантами нового состава стали близкие ему по убеждениям люди, в отличие от старых соратников, с которыми пришлось расстаться.
В мае 2004 года «Инструкция по выживанию», наряду с группами «Чёрный Лукич», «Банда четырёх», «Тёплая трасса» и «Манагер и Родина», приняла участие в прошедшем в Москве фестивале «Сибирское вторжение». В тот день, помимо Неумоева, Артамонова и Омельченко, в составе группы выступил один из её основателей — Аркадий Кузнецов, а также барабанщик Сергей Кучерявый. Летом того же года на студии «GammaRecords» (печорской персональной студии, созданной Фетисовым) записывается альбом «Слава любви». Над альбомом работали Неумоев, Артамонов, Омельченко и присоединившиеся к ним печорский гитарист Дмитрий Бибиков с барабанщиком Александром Грушнёвым.
В 2005 году Неумоев получил благословение от митрополита Кирилла (будущего Патриарха Московского и всея Руси) на ведение «рок-миссионерской деятельности». За последующие 10 лет в ходе миссионерских поездок он вместе с Бибиковым посетил более 10 епархий Русской православной церкви.
В апреле 2006 года Неумоев вместе с другими известными рок-музыкантами (такими как Константин Кинчев и Юрий Шевчук) был приглашён в Отдел внешних церковных связей Московского патриархата на встречу с митрополитом Кириллом, где обсуждались проблемы современной культуры. В мае того же года Неумоев побывал в Троице-Сергиевой лавре, где выступил с небольшим концертом перед студентами Московской духовной академии и семинарии. В сентябре 2006 года группа стала одним из участников прошедшего в Красноярске рок-фестиваля «Погляди на небо», а чуть позже выступила с концертом в Новосибирске (за гитарный звук тогда отвечали Неумоев и Артамонов, а функцию ритм-секции взяли на себя Аркадий Кузнецов и Евгений Кузнецов).
В мае 2007 года состоялся юбилейный концерт «Инструкции по выживанию» в Москве, посвящённый 20-летию коллектива. Вместе с Неумоевым, Артамоновым и Омельченко на сцену вышли Аркадий Кузнецов и Александр Андрюшкин. Тогда же Неумоев сосредоточился на своих сольных проектах. В 2007-2008 годах им были записаны два альбома: «Солнечный крест» (являвшийся очередным продуктом творческого содружества Неумоева и Фетисова) и «Звёзды не умирают» (записанный в домашней студии Андрюшкина с участием музыкантов его проекта «Летучие рыбы»).
В мае 2008 года «Инструкция по выживанию» выступила в Новосибирске вместе с группами «Путти», «Чернозём», «Манагер и Родина» и «Летучие рыбы» на концерте памяти Егора Летова в составе, включавшем в себя сплошь ветеранов коллектива: Роман Неумоев — вокал, гитара; Евгений Кокорин — гитара; Игорь Жевтун — гитара; Аркадий Кузнецов — бас-гитара; Александр Андрюшкин — ударные. В сентябре того же года группа провела концерт в Москве в том же составе (за исключением Жевтуна), а в ноябре снова стала участником столичного фестиваля «Сибирское вторжение» (в тот день Андрюшкина за барабанами сменил Евгений Кузнецов, а вторым гитаристом был Артамонов), наряду с такими командами, как «Сантим и Ангелы на краю вселенной» (сформированной бывшими музыкантами группы «Банда четырёх»), «Чернозём», «Манагер и Родина» и «Тёплая трасса».
В феврале 2009 года в Санкт-Петербурге прошёл фестиваль сибирского рока «Сибирское движение». Группа Неумоева выступила на данном мероприятии в клубе «MONEY HONEY» с сольной электрической программой вместе с такими сибирскими коллективами, как «Чёрный Лукич» и «Тёплая трасса».

### 2010-е годы
В мае 2010 года «Инструкция по выживанию» впервые приняла участие в рок-фестивале «Вечная весна» на правах одного из главных его гостей.
В октябре 2011 года коллектив Неумоева дал концерт на столичном фестивале «Пепел», посвящённом событиям октября 1993 года.
В мае 2012 года «Инструкция по выживанию» выступила в Москве сразу в двух составах: классическом (Роман Неумоев — вокал, гитара; Евгений Кокорин — гитара; Антон Артамонов — гитара; Аркадий Кузнецов — бас-гитара; Александр Андрюшкин — ударные) и современном (Роман Неумоев — вокал, гитара; Антон Артамонов — гитара; Николай Омельченко — гитара; Юлия «Чертока» Лознева — бас-гитара; Антон Воробьёв — ударные). В ноябре того же года группа провела в столице концерт памяти Вадима Кузьмина.
В мае 2013 года «Инструкция по выживанию» вновь поучаствовала в фестивале «Вечная весна», на этот раз приуроченном к 10-летию ННТК. Вскоре после его окончания группа также стала гостем передачи «Рождённые в СССР» на телеканале «Ностальгия» в следующем составе: Роман Неумоев (вокал, гитара), Антон Артамонов (гитара), Николай Омельченко (гитара), Юлия Лознева (бас-гитара) и Андрей Лычак (ударные). Осенью того же года коллектив начал работу над альбомом «Армагеддон позади!». Параллельно стартовал сбор средств в поддержку проекта. Альбом записывался дистанционно: исходные треки прописывались Артамоновым в Москве, а в Печорах Неумоев накладывал на них вокал и партии ритм-гитары. Весной 2014 года появилась демо-версия записи, а в январе 2015-го состоялся релиз её конечной версии.
В апреле 2014 года «Инструкция по выживанию» дала концерт в Москве с программой «Рок вне политики», а в мае того же года стала участником столичного фестиваля «Муза непокорных». В октябре 2014 года песня «Убить жида» по решению суда была признана экстремистской и затем включена в Федеральный список экстремистских материалов.
К началу 2015 года Неумоев приостановил концертную деятельность группы из-за событий на юго-востоке Украины.
В феврале 2017 года псковское управление по противодействию экстремизму вызвало Неумоева на беседу по доносу московской некоммерческой организации «Центр исследования легитимности и политического протеста», которая при помощи специальной программы обнаружила на его странице видеоролик, включённый в Федеральный список экстремистских материалов. Ему грозило наказание по статье 20.29 КоАП РФ в виде штрафа в размере от 1000 до 3000 рублей или ареста на срок до 15 суток.
Осенью того же года «Инструкция по выживанию» после длительного перерыва выступила с концертами в Санкт-Петербурге и Москве. На петербургском концерте компанию Неумоеву составили Лев Торский (директор группы, параллельно — лидер новосибирского коллектива «Томас Мур»), Алексей Раждаев (участник группы «Тёплая трасса») и сессионные музыканты, в столице вместо последних на сцену вышли Аркадий Кузнецов и Александр Андрюшкин.
В апреле 2018 года группа проехалась с туром по городам Сибири и Урала (Томск, Новосибирск, Омск, Тюмень и Екатеринбург), в ходе которого к ней присоединился Евгений Кокорин.
В мае 2019 года «Инструкция по выживанию» провела серию концертов в России и Белоруссии (Новосибирск, Тюмень, Казань, Москва, Минск и Санкт-Петербург). Состав группы остался прежним, за исключением Кокорина, который принял участие лишь в тюменском концерте. В Новосибирске присоединился клавишник — музыкант группы «Калинов мост» Александр Владыкин.

### Современный этап
Летом 2020 года Неумоев заявил в интервью, что планирует записать альбом с полуакустическим звучанием, которое, по его мнению, будет наиболее полно соответствовать спокойному характеру нового песенного материала.
В ноябре того же года, после перерыва, вызванного пандемией COVID-19, «Инструкция по выживанию» выступила с концертом в Санкт-Петербурге. В составе группы произошло одно существенное изменение — Аркадия Кузнецова сменил Александр «Штакет» Поляков.

## Дискография

#### Студийные альбомы
1. 1986 - «Инструкция по выживанию» (единственный экземпляр записи изъят КГБ)[8]
2. 1986 - «Ночной бит» (издан в 2002, 2013)
3. 1987 - «Карма Ильича» (в составе гр. "Инструкция по Обороне") (издан в 1999, 2000, 2002, 2003, 2023)
4. 1988 - «Конфронтация в Москве» (издан в 2002, 2016)
5. 1991 - «Память» (demo) (издан в 1995, 2002, 2014)
6. 1991 - «Внимание» (demo) (издан в 2014)
7. 1992 - «Смертное» (издан в 1999, 2000, 2002, 2019)
8. 1992 - «Армия белого света» (издан в 2000, 2002, 2019)
9. 1994 - «Религия сердца» (издан в 2001, 2002, 2019)
10. 1998 - «Звёздное небо» (акустический альбом) (издан в 2002, 2020)
11. 1999 - «Щёточки» (издан в 2018)
12. 2000 - «За чистое небо над головой» (издан в 2002, 2017)
13. 2002 - «Печерский венок» (издан в 2018)
14. 2003 - «Rex» (издан в 2004)
15. 2004 - «Слава любви» (издан в 2018)
16. 2008 - «Солнечный крест» (издан в 2010)
17. 2008 - «Звёзды не умирают» (совместно с группой «Летучие рыбы») (издан в 2011)
18. 2014 - «Армагеддон позади!» (издан в 2014, 2019)

#### Сольные альбомы Романа Неумоева
1. «Щёточки» (1999) (издан в 2018 году)
2. «Солнечный крест» (2008) (издан в 2010 году)
3. «Звёзды не умирают» (совместно с группой «Летучие рыбы») (2008) (издан в 2011 году)

#### Сборники
1. «Best» (2004)

#### Другие проекты
1. «Инструкция по обороне» — «Карма Ильича» (1987) (издан в 1999 году, переиздавался в 2000-м, 2002-м, 2003-м,2023-м годах)

#### Концертные альбомы (официальные издания)
1. «Устав войны» (1988, 1989) (издан в 2012 году)
2. «Выступление на фестивале „Индюки“» (1991) (издан в 2018 году)
3. «Акустика в Москве» (1992) (издан в 2014 году вместе с альбомами «Память» и «Внимание»)
4. «Неожиданный концерт» (1994) (издан в 2017 году)
5. «Русский прорыв в Москве» (1994) (издан в 1998 году, переиздавался в 2002-м и 2019 годах)
6. «Концерт в Санкт-Петербурге» (1998) (издан в 1999 году, переиздавался в 2002-м и 2020 годах)
7. «Квартирники у Перца. Том 6» (2012) (издан в 2019 году)

#### Неофициальные концертные записи
1. «Творческая мастерская Свердловского рок-клуба (25 апреля)» (1987)
2. «Концерт в Барнауле на фестивале „Рок-периферия“ (октябрь) --Проба совести--» (1989)[8]
3. «Акция „Руководство к действию“ (Москва, ДК им. Горького, 19 декабря) --Несостоявшийся концерт--» (1993)[8][47]
4. «Концерт в Москве, клуб „Новые Черёмушки“ (22 декабря)» (1993)[8]
5. «Русский прорыв в Тюмени (ДК „Нефтяник“, 12 февраля)» (1994)
6. «Русский прорыв в Киеве (Актовый зал КПИ, 9 апреля)» (1994)
7. «Концерт в Киеве, клуб „Косой капонир“ (12 апреля) --8-летие в Киеве--» (1994)
8. «Русский прорыв в Ленинграде (ЛДМ, 3 июня)» (1994)
9. «Русский прорыв в Новосибирске (ДК им. Чкалова, 11 декабря)» (1994)
10. «Русский прорыв в Академгородке (Новосибирск, общежитие № 5 НГУ, 14 декабря)» (1994)
11. «Квартирник в Москве» (1996)
12. «Концерт в Москве (28 января)» (1998)
13. «Концерт в Могилёве (январь)» (1998)[8]
14. «Концерт в Москве, клуб „Факел“ (24 октября)» (1998)
15. «Фестиваль „Альтернатива-2000“ (Нижний Новгород, весна)» (2000)
16. «Акустика в Москве, клуб „Третье ухо“» (2000)
17. «Концерт в Москве, клуб „Точка“ (13 мая) --Сибирское вторжение--» (2004)
18. «Концерт в Москве, клуб „Проект О.Г.И.“ (14 мая)» (2004)
19. «Концерт в Москве, клуб „Вереск“ (16 июля)» (2006)
20. «Фестиваль „Погляди на небо“ (Красноярск, 20 сентября)» (2006)
21. «Квартирник у Воскресенского (Красноярск, 29 сентября)» (2006)
22. «Концерт в Новосибирске, клуб „Рок-Сити“ (30 сентября)» (2006)
23. «Концерт в Москве (9 февраля)» (2008)
24. «Unplugged в Новосибирске, клуб „Полёт“ (6 апреля)» (2010)
25. «Концерт в Москве, клуб „Археология“ (24 ноября) --Концерт памяти Чёрного Лукича--» (2012)

#### Бутлеги
1. «Ожидание войны» (1988)
2. «Жизнь в этом мире» (1992)
3. «Раненое сердце» (1993)[8]

## Состав

#### Бывшие участники
- Роман Неумоев — вокал, гитара, губная гармоника, клавишные (1986—1989, 1991 —  2020 )[8]
- Евгений «Джексон» Кокорин — гитара, ударные, бас-гитара (1987—1989, 1991—2000, 2008, 2012, 2018, 2019, 2020 )[8][18]
- Александр Андрюшкин — ударные, гитара, фортепиано (1993—1994, 2007—2008, 2012, 2014, 2017 —  2020 )[8][39][48]
- Мирослав Немиров — идеолог, вокал (1985—1986)[9] †
- Аркадий Кузнецов — бас-гитара, гитара, вокал (1985—1986, 1987—1989, 1991—2000, 2004, 2006—2009, 2012, 2014, 2017—2019)[9][39][48][49]
- Игорь «Джефф» Жевтун — гитара, бас-гитара, вокал (1985—1986, 1988, 1989, 1994, 1998, 1999, 2008, 2010)[9]
- Юрий «Шапа» Шаповалов — перкуссия, вокал (1986, 1987, 1988)[9] †
- Герман Безруков — гитара (1986, 1986)[9]
- Дмитрий Шевчук — бас-гитара (1986)[9]
- Евгений «Джек» Кузнецов — ударные (1986, 1986—1987, 1988—1989, 1991—1993, 1994—2000, 2006, 2008—2009)[9] †
- Кирилл Рыбьяков — гитара, вокал (1986—1987)[8]
- Юрий Крылов — клавишные, вокал (1986—1987)[8]
- Андрей Шегунов — гитара (1986—1987)[8]
- Александр Ковязин — бас-гитара, гитара (1986—1987, 1992)[8] †
- Владимир «Джагер» Медведев — флейта (1986)
- Дмитрий «Джимми» Попов — гитара (1987)[37] †
- Вячеслав Воронцов — бас-гитара, клавишные (1987)
- Валерий «Варела» Усольцев — гитара (1987—1988)[8][18]
- Дмитрий «Димон» Колоколов — бас-гитара (1987—1988)[8][18] †
- Юрий Кощеев — гитара (1988)
- Сергей Зеленский — гитара (1989)
- Игорь Гуляев — гитара (1993—1999)[8] †
- Андрей «Манго» Шруб — ударные, вокал (1998)[8][37] †
- Николай Сосновкин — скрипка (1998)
- Роман Лыжин — гитара (1998—2000)
- Александра Белогузова — скрипка (1998—2000)
- Марина Харкина — саксофон (1998—2000)
- Александр Изотов — фортепиано (1998—2000)
- Максим Шарков — клавишные (1998—2000)
- Александр Минин — ударные (1998—2000)
- Любовь Карпенко — голос (1998—2000)
- Тимур — гитара (1999)
- Николай Омельченко — гитара, бас-гитара (2002—2014)[50]
- Антон Артамонов — гитара (2002—2014)
- Н. Козлов — бас-гитара (2002)
- Александр Кузьмин — ударные (2002)
- Сергей Кучерявый — гитара, ударные (2004)
- Дмитрий Бибиков — гитара, бас-гитара (2004—2014)†
- Александр Грушнёв — ударные (2004)
- Алексей Раждаев — гитара (2008, 2009, 2012, 2017)
- Юлия «Чертока» Лознева — бас-гитара (2010—2014)
- Антон Воробьёв — ударные (2010—2012)[50]
- Андрей Лычак — ударные (2010—2015)
- Роман Каретников — бас-гитара (2017)[51]
- Ирина Лаптева — клавишные (2017)[51]
- Евгений Позняков — ударные (2017)[51]
- Александр Владыкин — клавишные (2019)